# Boris Mironovich Feldman
Boris Mironovich Feldman (tiếng Nga: Борис Миронович Фельдман; 1890-1937) là một chỉ huy quân sự và chính khách Liên Xô. Ông bị hành quyết trong cuộc Đại thanh trừng và được phục hồi trong Thời kỳ tan băng Khrushchyov.

## Thân thế và khởi đầu binh nghiệp
Feldman sinh ra ở Pinsk, Tỉnh Minsk trong một gia đình Do Thái. Khi còn trẻ, ông có cảm tình với phong trào cách mạng, từng nhiều lần bị chính quyền Nga hoàng bắt giam.
Năm 1913, ông được trưng binh vào Quân đội Đế quốc Nga, tham gia Thế chiến thứ nhất với tư cách là một người lính trơn.

## Sự nghiệp Hồng quân
Tháng 5 năm 1918, ông gia nhập Hồng quân. Năm 1918, ông là thư ký của sở chỉ huy quân đội vùng Bryansk, từ tháng 2 năm 1919, ông là học viên của Học viện Bộ Tổng tham mưu Hồng quân, và cùng năm đó, ông trở thành trợ lý trưởng phòng tác chiến thuộc quân đoàn 13, trong khi từ tháng 6 đến tháng 9, ông giữ chức tham mưu trưởng lữ đoàn 1 thuộc sư đoàn súng trường số 9.
Năm 1920, ông trở thành đảng viên Đảng Cộng sản Liên Xô. Tháng 5 năm 1920, ông là trợ lý trưởng thứ nhất, sau đó là tham mưu trưởng sư đoàn súng trường 57. Từ tháng 9 đến tháng 12 cùng năm, ông được bổ nhiệm chức vụ chỉ huy của sư đoàn súng trường 55. Sau khi sư đoàn được tái tổ chức lại thành lữ đoàn súng trường độc lập 55, ông là chỉ huy lữ đoàn cho đến cuối tháng 6 năm 1921.
Tháng 10 đến tháng 12 năm 1921, ông chỉ huy Quân đoàn viễn chinh tham gia đàn áp cuộc nổi dậy của nông dân Tambov. Từ tháng 5 đến tháng 7 năm 1922, ông là Tham mưu trưởng Quân đội Cách mạng Nhân dân Cộng hòa Viễn Đông.
Từ năm 1922 đến 1925, ông là tư lệnh quân đoàn 17, từ năm 1925 đến 1928, ông chỉ huy quân đoàn súng trường 19. Năm 1927, ông đi du học ở Đức trong hai tháng. Từ năm 1928 đến 1934, ông là tham mưu trưởng Quân khu Leningrad. Năm 1932, cùng với Mikhail Tukhachevsky, ông đã tham dự các cuộc diễn tập lớn của Reichswehr ở Đức. Từ năm 1934 đến năm 1937, Feldman là người đứng đầu Ban Chỉ huy Hồng quân và là thành viên Hội đồng Quân sự trực thuộc Ủy viên Nhân dân Quốc phòng Liên Xô. Với việc áp dụng cấp bậc quân sự cá nhân vào năm 1935, ông được phong cấp bậc Quân đoàn trưởng (komkor). Ngày 15 tháng 4 năm 1937, ông được bổ nhiệm làm trợ lý tư lệnh quân khu Moskva.

## Bắt giữ, hành quyết và cải tạo
Vào tháng 5 năm 1937, Feldman được chuyển sang giữ chức phó tư lệnh của Quân khu Moskva. Đến ngày 15 tháng 5, ông bị bắt, sau đó bị cách chức mọi chức vụ và bị trục xuất khỏi CPSU (b). Ông bị xử bắn vào ngày 12 tháng 6 năm 1937 cùng với Tukhachevsky, Iona Yakir và các nhà lãnh đạo quân sự khác trong tầng hầm của tòa nhà Trường Cao đẳng Quân sự của Tòa án Tối cao Liên Xô.
Ông được chôn cất tại nghĩa trang Donsk, Moskva. Con trai ông được đưa vào trại trẻ mồ côi Nizhneisetsky.
Ông được phục hồi danh dự dưới thời Nikita Khrushchev vào ngày 31 tháng 1 năm 1957.